# Christian Baudissin
Christian Baudissin (* 1956 in Bonn) ist ein deutscher Filmemacher und Fernsehredakteur.
Sein Vater Georg von Baudissin war Jurist, Diplomat und Politologe (zuletzt bei der Stiftung Wissenschaft und Politik). Baudissin entstammt dem ursprünglich in der Oberlausitz ansässigen, im Dreißigjährigen Krieg nach Schleswig-Holstein gekommenen Adelsgeschlecht Baudissin.
Baudissin hat vornehmlich Dokumentarfilme für das Fernsehen gedreht, so Gesucht: Monika Ertl (1989 mit Kino-Auswertung), Don Pepes Schweiz (1990 zusammen mit Karl Schedereit), Die Slocum brennt! (1998), Polizisten – Innenansichten aus dem Polizeialltag (1999) oder Ticket nach Telluride (2008 / in Co-Regie mit Dieter Rucht). 
1994 drehte er für den damaligen SWR als Regisseur und Drehbuchautor das Fernsehspiel Tadesse, warum? über das Schicksal eines nach Deutschland adoptieren äthiopischen Jungen. Vorlage war das gleichnamige Buch von Irmhild Söhl, der deutschen Adoptivmutter des Jungen.
Von Jahr 2000 bis 2021 war Baudissin, der an der Hochschule für Fernsehen und Film München (HFF) studierte, beim BR Fernsehen als Redakteur zuständig für abendfüllende Dokumentarfilme sowie für zahlreiche Folgen (45') der biografischen Reihe Lebenslinien.